# Мельников, Николай Николаевич (химик)
Николай Николаевич Ме́льников (1908—2000) — советский химик-органик.

## Биография
Родился 5 (18) ноября 1908 года в Москве.
В 1927 году окончил специальные химические курсы, в 1932 году — 2-й МХТИ (экстерном). В 1927—1933 годах работал на Химических курсах усовершенствования командного состава РККА: с 1930 года — инструктор, с 1932 года — начальник лаборатории боевых химических веществ). Одновременно в 1931—1932 годах преподавал химию в Московском политехникуме имени В. И. Ленина и Московском жировом техникуме.
В 1933—1936 годах Мельников работал — во Всесоюзном институте животноводства. В 1935—1963 годах — в НИИ удобрений и инсектофунгицидов (с 1937 года — руководитель лаборатории и заместитель директора); одновременно в 1935—1937 годах преподавал в МИТХТ имени М. В. Ломоносова. С 1963 года работал во ВНИИ химических средств защиты растений. Был главным редактором журнала «Агрохимия» с 1981 года. Член-корреспондент АН СССР (1979). Создатель отечественной школы в области химии пестицидов и один из основателей промышленного производства пестицидов в СССР.
Жил в Москве в Глазовском переулке, 14; на улице Сретенка и улице Дмитрия Ульянова, 4.
Умер 6 апреля 2000 года в Москве. Похоронен на Пятницком кладбище (участок 6).

## Награды и премии
- Сталинская премия третьей степени (1951) — за разработку и внедрение в сельское хозяйство высокоэффективных ртутных протравителей,
- два ордена Трудового Красного Знамени (1968, 1977)
- орден Ленина (1971) — за успехи в восьмой пятилетке),
- орден Дружбы народов (1984) — за успехи в создании химических средств защиты растений и развитие этой отрасли в стране)[2][3].